# Вильденстен
Вильденсте́н (фр. Wildenstein) — коммуна на северо-востоке Франции в регионе Гранд-Эст (бывший Эльзас — Шампань — Арденны — Лотарингия), департамент Верхний Рейн, округ Тан — Гебвиллер, кантон Серне. До марта 2015 года коммуна административно входила в состав упразднённого кантона Сент-Амарен (округ Тан).
Площадь коммуны — 9,86 км², население — 198 человек (2006) с тенденцией к стабилизации: 192 человека (2012), плотность населения — 19,5 чел/км².

## Население
Численность населения коммуны в 2011 году составляла 195 человек, а в 2012 году — 192 человека.
| 1962 | 1968 | 1975 | 1982 | 1990 | 1999 | 2005 | 2006 | 2008 | 2010 | 2011 | 2012 |
| ---- | ---- | ---- | ---- | ---- | ---- | ---- | ---- | ---- | ---- | ---- | ---- |
| 293  | 241  | 168  | 205  | 189  | 211  | 197  | 198  | 195  | 191  | 195  | 192  |

Динамика населения:

## Экономика
В 2010 году из 118 человек трудоспособного возраста (от 15 до 64 лет) 81 были экономически активными, 37 — неактивными (показатель активности 68,6 %, в 1999 году — 63,0 %). Из 81 активных трудоспособных жителей работали 68 человек (43 мужчины и 25 женщин), 13 числились безработными (9 мужчин и 4 женщины). Среди 37 трудоспособных неактивных граждан 9 были учениками либо студентами, 14 — пенсионерами, а ещё 14 — были неактивны в силу других причин.
На протяжении 2011 года в коммуне числилось 81 облагаемое налогом домохозяйство, в котором проживал 191 человек. При этом медиана доходов составила 15365 евро на одного налогоплательщика.

## Достопримечательности (фотогалерея)

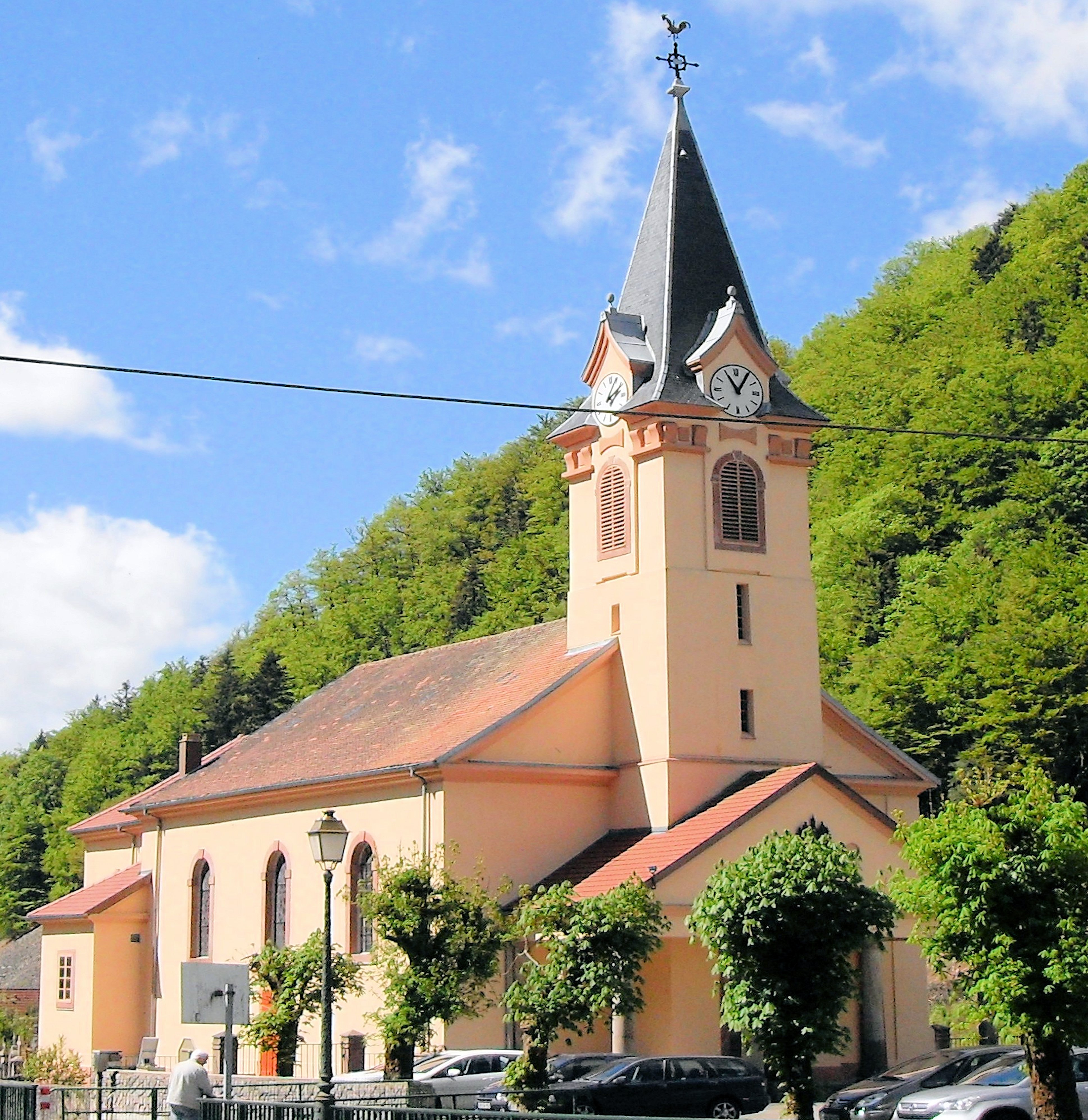
Церковь
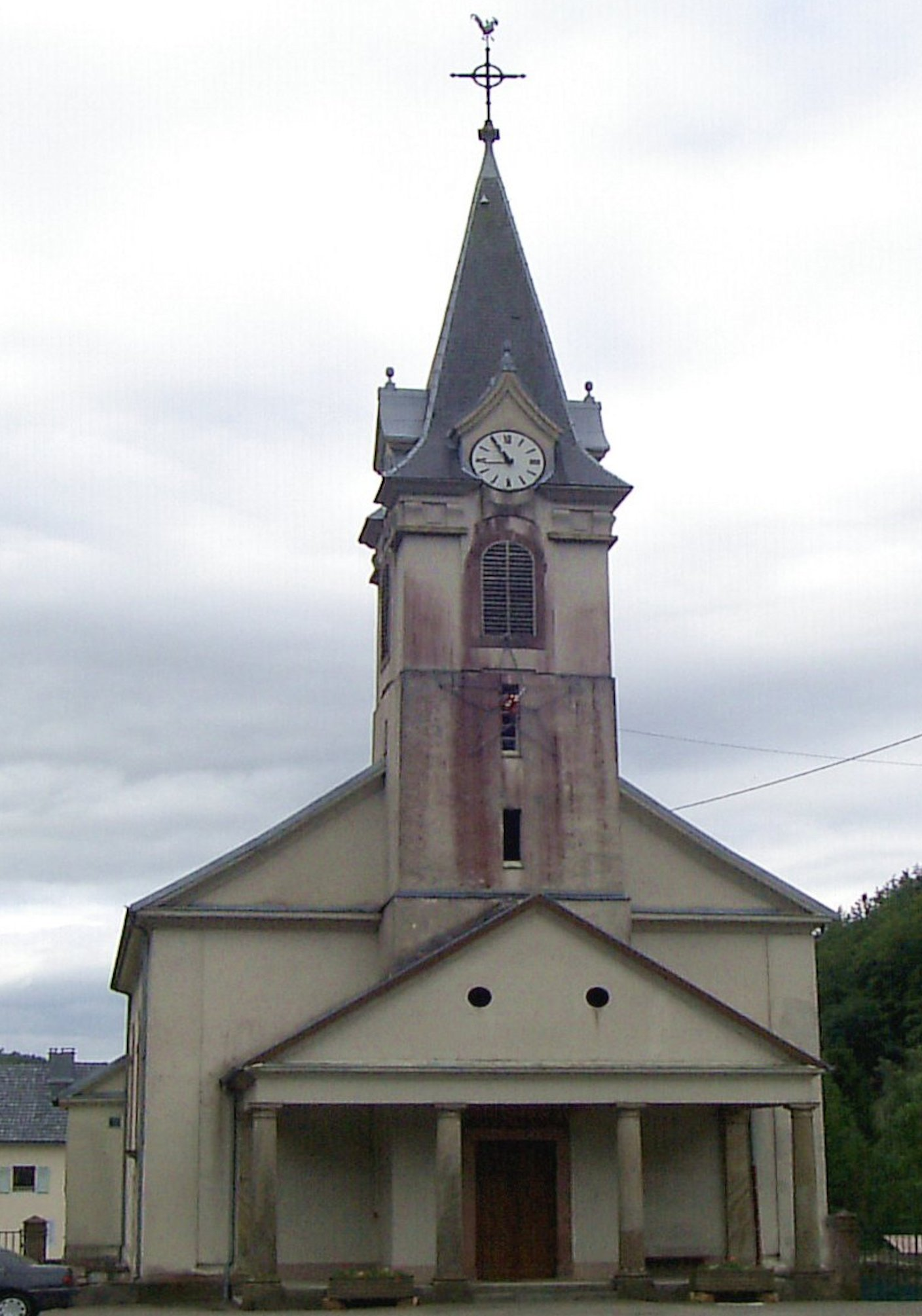
Колокольня